# Витигхаузен
Витигхаузен (њем. Wittighausen) општина је у њемачкој савезној држави Баден-Виртемберг. Једно је од 18 општинских средишта округа Маин-Таубер-Крајс. Према процјени из 2010. у општини је живјело 1.731 становника. Посједује регионалну шифру (AGS) 8128137.

## Географски и демографски подаци
Витигхаузен се налази у савезној држави Баден-Виртемберг у округу Маин-Таубер-Крајс. Општина се налази на надморској висини од 245 метара. Површина општине износи 32,4 km². У самом мјесту је, према процјени из 2010. године, живјело 1.731 становника. Просјечна густина становништва износи 53 становника/km².